# Лёненс, Кристин
Кристин Лёненс (родилась 29 декабря 1964 г.) — новозеландско-бельгийская писательница. Автором книг Primordial Soup, Caging Skies, A Can of Sunshine, and In Amber’s Wake, переведённых на двадцать пять языков. Наиболее известна своим историческим романом Caging Skies, который был адаптирован для фильма «Кролик Джоджо», получившего премию «Оскар».

## Ранние годы и образование
Родилась в Хартфорде, штат Коннектикут, в семье итальянки и бельгийца. Получила степень бакалавра французской литературы в Университете Северной Каролины. В девятнадцать лет переехала в Монпелье, где год училась. Учёбу и писательскую карьеру оплачивала работая фотомоделью во Франции, позируя для модельеров Живанши, Пьера Бальмена, Пако Рабанна, Сони Рикель, Нины Риччи, журналов Vogue и Marie Claire, а также появляясь в телевизионной рекламе, такой как Mercedes-Benz.
В 1990 году провела год, разводя лошадей на ферме в Пикардии и там же начала писать. В 1996 году получила награду за лучший оригинальный сценарий от Национального центра кино. В следующем году посетила летнюю сессию по изучению английской литературы в Эксетер-колледже Оксфорда, что побудило её написать свой первый роман «Первородный суп».
В 2005 году получила степень магистра гуманитарных наук в области английской и американской литературы в Гарвардской школе повышения квалификации в Кембридже, штат Массачусетс. Там же получила премию Томаса Смолла за академические достижения, а её диссертация о Генри Джеймсе получила премию декана по гуманитарным наукам.
В 2008 году получила стипендию Веллингтонского университета Виктории для обучения на степень доктора творческого письма и стала вторым лауреатом докторской степени в Международном институте современной литературы. Её докторская работа, посвященная изображению свекрови в английской литературе, послужила вдохновением для её романа «Банка солнечного света».

## Литературная карьера
Первый роман Лёненс Primordial Soup, опубликованный в 1999 году, исследует темы секса, еды и веры. Роман получил положительные отзывы от критиков The Times, The Sunday Times, The Independent и Publishers Weekly.
Второй роман Люненса, Caging Skies, был впервые опубликован в 2004 году. Действие происходит в Вене во время Второй мировой войны. В нём рассказывается о члене Гитлерюгенда, который обнаруживает молодую еврейку, спрятанную его родителями за фальшивой стеной дома. Французское издание было номинировано на Prix Médicis étranger в 2007 году и Prix du roman Fnac в 2008 году.
В 2017 году по пьесе «Caging Skies» был поставлен спектакль, премьера которого состоялась в театре Circa в Веллингтоне . Режиссёр Тайка Вайтити адаптировал роман к фильму «Кролик Джоджо», который был номинирован на шесть премий «Оскар» (2019 год), получив премию «Оскар» за лучший адаптированный сценарий и премию BAFTA за лучший адаптированный сценарий в 2020 году.
Докторские исследования Люненс, посвященные отношениям свекрови и невестки, вдохновили её на третий роман A Can of Sunshine, опубликованный в 2013 году. В нём рассказывается история молодой матери, у которой возникли проблемы со свекровью, --одинокой вдовой, — при этом она сама трагически теряет собственного мужа в автокатастрофе; роман прослеживает отношения двух женщин на протяжении десяти лет. Роман был включен газетой New Zealand Herald в список лучших книг на английском языке за 2013 году.
Следующий роман Лёненс In Amber’s Wake, опубликованный в 2022 году, представляет собой историю любви, действие которой разворачивается на фоне антиядерного движения 1980-х годов и бомбардировок «Радужного воина». В настоящее время в работе находится экранизация романа.
В 2023 году Лойненс была удостоена звания писателя-резидента ЮНЕСКО-Прага для работы над своим пятым романом.

## Личная жизнь
В 1999 году вышла замуж; у них с мужем трое детей.

## Романы
- Primordial Soup (1999)
- Caging Skies (2008)
- A Can of Sunshine (2013)
- In Amber’s Wake (2022)